# László Alajos Antal
László Alajos Antal (Gyón, 1793. augusztus 11. – Vác, 1878. november 14.) kegyes tanítórendi áldozópap és tanár.

## Élete
1810. szeptember 21-én Privigyén lépett a rendbe. 1812-12-ben tanár volt Nagykárolyban, 1814-15-ben Vácon, 1816-17-ben ugyanott bölcselethallgató, 1818-ban teológus Nyitrán és 1819-ben Szentgyörgyön. 1818. március 29-én miséspappá szenteltetett fel Mocsonokon. Gimnáziumi tanár volt: 1820-ban Kalocsán, 1821-1823-ban Nagykárolyban, 1824-26-ban Sátoraljaújhelyen, 1827-1829-ben ismét Nagykárolyban, 1830-ban Kecskeméten, 1831-1832-ben Tatán. 1833-ban a növendékpapok segédmestere; tanár 1834-38-ban Tatán, 1839-1841-ben Debrecenben, 1842-1844-ben Pesten a humaniorák tanára; 1845-49-ben Nagykárolyban a gimnázium és elemi iskolák igazgatója, 1850-1856-ban egyszersmind vice-rektor és igazgató-tanár. 1855-ben ugyanez Veszprémben, 1856-57-ben Nagykárolyban, 1858-61-ben rektor és igazgatótanár Nagykanizsán, 1862-64-ben Vácon, 1865-75-ben lelkiatya Vácon, 1874-75-ben a rend legidősbje.

## Művei
- Lantos vers, mellyel nagyon tiszt. Strobl György, a váczi áhitatos rendben lévő háznak legérdemesebb kormányzója ... megtiszteltetett. Vácz, 1814
- Monimentum pietatis quod adm. rev. ac. eximio patri Martino Bolla, clericorum regularium scholarum piarum per Hungariam, et Transilvaniam praeposito provinciali posuit die 22. Aprilis anno 1821. Magno-Karolini (költemény)
- Ode rev. dno Stephano Barkovits, domus Nagy-Karoliensis clericorum regularium schol. piar. vice-rectori, dum novi anni ausspicium feliciter attingeret in perenne venerationis monimentum oblata Nagy-Karolini Kalendis Januarii 1821. Uo.
- Érdem-koszorú Tokody Istvánnak ... Uo. 1822 (költemény)
- Nagyon tisztelendő Tamásy Calazantz Józsefnek ... a sátoralja-ujhelyi kegyes oskolák rendje háza és gymnasiuma érdemes igazgatójának nevenapjára 1824-ben. Hely n. (költemény)
- Érdem-koszorú, mellyet mélt. szilassi és pilisi Szilassy József úrnak, midőn Zemplén vármegye administratori székébe bévezettetne, nyújtott a sátoralja-ujhelyi kegyes oskolák gymnasiuma 1825. Hely n. (költemény)
- Öröm-koszorú, mellyet mélt. gróf Károlyi György ő nagyságának, midőn az uradalmak köz el-osztása végivel nagykárolyi dicső őseinek lakhelyébe elérkezne, mély tiszteletül nyújtottak a hív alattvalói. 1827. eszt. Nagy-Károly (költemény)
- A nagy-károlyi kegyes oskolának százados ünnepe 1828. Uo. (költemény)
- Mélt. és főt. Hám János szatmári püspök ő nagyságának főpásztori hivatalába belépése ünnepén a nagy-károlyi kegyes oskolák 1828. Uo. (költemény)
- A' magyar ifjúnak szíves érzésű köszöntései édes hozzátartozandóihoz ... az ifjúságnak útmutatásul / László L. János.Megjelenés:     Nagy-Károly : Gönyei Ny., 1829.
- Mélt. és főt. Sztankovits K. János úrnak, a győri megyés püspöki székébe lett iktatása alkalmával mély tiszteletül a tatai ájtatos oskolák. 1838. Pest (költemény)
- Ft. Grosser János úrnak, a magyar és erdélyországi kegyes iskolák fő igazgatójának ... törvényes vizsgálat alkalmával hála és szeretet jeléül a debreczeni kegyes oskolák 1841. Debreczen (költemény)
- Elegia, adm. rev. patri Joani Bapt. Grosser, clericorum regularium scholarum piarum praeposito provinciali, ad diem natalem V. kalendi Febr. oblata a gymnasio Pestiensi 1842. Pestini
- Mélt. ft. bezdédi és kis-bákai báró Béner László ő nagyságának, midőn nagyváradi latin szertartású püspöki méltóságába igtattaték, a debreczeni kegyes-rendiek 1843. Uo. (költemény)

### Kéziratban
- Ode ... Martino Bolla 1818-19.; Mélt. gróf Nádasdy Leopold ... Komárom vármegy főispánságába való beigtatása alkalmával mély tisztelettel a tatai ájtatos iskolák 1837; Ode ... Josepho Cal. Purgstaller ... peracta visitatione canonica Vacienses Sch. Piar. felix iter precantur 1864